# 神島 (三重県)
神島（かみしま）は伊勢湾口に位置する、周囲3.9 km、面積0.76 km2の島。志摩諸島の一島で三重県鳥羽市に属する。三島由紀夫の小説『潮騒』の舞台になったことで有名。
本項では本島にかつて存在した神島村（かみしまむら）についても記す。

## 概要
志摩諸島で本土から最も遠い島で、鳥羽市の本土から約14 km、愛知県側から約5 kmに位置する。平成12年国勢調査では人口534人、平成22年国勢調査では人口402人であった。『2001離島統計年報』によれば人口密度は703人/km2であり、全国の離島中15位である。
古くは、歌島（かじま）、亀島、甕島などと呼ばれた。神島の名が示すように、神の支配する島と信じられていた。後に八大龍王を祭神として八代神社（やつしろじんじゃ）が設けられた。神社には、古墳時代から室町時代にわたる総数百余点の神宝が秘蔵されている。各種の鏡（唐式鏡、和鏡）や陶磁器などである。
鳥羽藩の流刑地であったため、志摩八丈と呼ばれたこともあった。
小説『潮騒』の舞台であり、5回行われた映画化ではロケ地となった。同作品中では歌島（うたじま）とされている。

## 生活

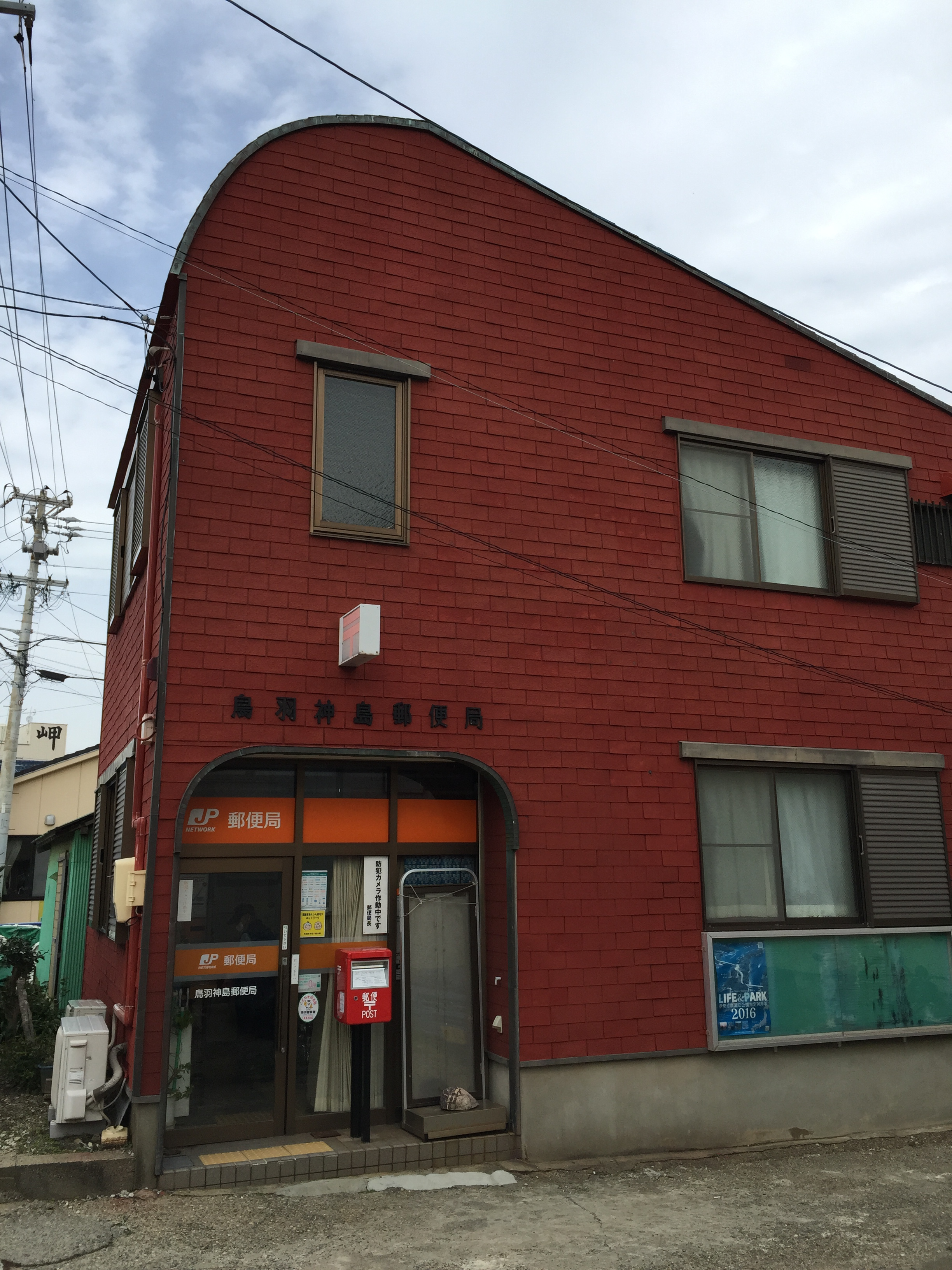
鳥羽神島郵便局

水道
かつては水を島内の2か所の小さなため池と井戸のみに頼っており、水不足にたびたび悩まされた。1979年（昭和54年）に鳥羽市より送水されるようになったが、本土の鳥羽市内も頻繁に水不足に悩まされる地域であったことから、鳥羽市とともに神島を含む離島もまた1992年（平成4年）4月より『南勢志摩水道用水供給事業』の蓮ダムから給水を受けている。蓮ダムからの安定した給水により、水洗トイレ普及率が100%になるなど島民の生活の質が大幅に改善された。しかし、2007年10月には、船舶の投錨を原因とする海底送水管の破損により島全体が断水する事態に陥った。
電力
電力に関して当初、漁業協同組合が島内に設置した発電所によって賄われていたが、離島振興法に基づき1964年（昭和39年）9月に中部電力（現・中部電力パワーグリッド）に譲渡され、ディーゼル発電機4台を備える神島発電所となった。しかし突発的需要に対応するだけの発電能力の不足やばい煙、騒音などの問題を解消するため、2005年（平成17年）、鳥羽市西部の堅神変電所から答志島に至る既設ケーブルを8 km延長する形で海底ケーブルが敷設され、本土より送電されるようになった。神島発電所は災害時など非常用に残されていたが、設備の老朽化により同発電所は停止することになり、2024年（令和6年）に増強のため電力海底ケーブルが追加で敷設された。
郵便
鳥羽神島郵便局がある。なお、同局に設置のゆうちょ銀行ATMは土曜・休日は稼働していない（2021年12月現在）。鳥羽市神島町の郵便番号は「517-0001」である。
ケーブルテレビ
20世紀末より三重県がケーブルテレビ普及に力を入れたことから、鳥羽市と同じZTVのケーブルテレビが利用できるようになった。これに伴いブロードバンド接続も可能である。ケーブルテレビは鳥羽市内の他の離島でも利用できる。

## 地理
神島は伊勢湾の入口、渥美半島の伊良湖岬から伊良湖水道を挟んで約3.5 km、志摩半島の鳥羽佐田浜港から約14 kmで渥美半島寄りにある。鳥羽市側の菅島よりも伊良湖岬の方が近い。標高171 mの灯明山を中心として島全体が山地である。平坦地は少なく、漁港周辺の斜面に民家が密集している。
島の南部、神島小学校の横にはカルスト地形が見られる。青い海に白く輝く石灰岩が美しい。
神島灯台
神島と伊良湖岬の間は日本の三海門の一つとされる伊良湖水道で、江戸時代に御燈明堂が作られた。明治に入り燈明堂は廃止されたが、神島付近に暗礁があることがわかり、1910年（明治43年）に神島灯台が作られた。数回の改修を経たのちに1967年（昭和42年）3月に近代化され、鉄筋コンクリートの灯台となった。この灯台には暗礁（神島コヅカミ礁）の照射灯が併設されている。
1998年（平成10年）11月1日、第50回灯台記念日の行事として、日本の灯台50選を選ぶ投票が行なわれ、神島灯台は菅島灯台とともに日本の灯台50選に選定された。

## 自然
9月下旬から10月上旬にかけて、越冬のため南方へ移動するアサギマダラ（チョウ）やサシバ（タカの一種）が神島を経由する。
哺乳類
コウモリ、ネコ等の小型哺乳類のみが生息する。
爬虫類
爬虫類は比較的豊富で、鳥羽市本土でよく見られるニホントカゲ、アオダイショウ、シマヘビ、ニホンマムシのほか、小型のヘビのシロマダラとタカチホヘビは本土よりよく見られる。
両生類
神島には淡水の水辺がほとんどないため、ツチガエルが生息するのみである。
鳥類
スズメ、ヒヨドリ、メジロ、ハヤブサなどの留鳥がほぼ通年見られる。秋季にはサシバ、ハチクマなどの渡り鳥の移動が観察され、冬季にはヒメウの越冬地となる。

## 歴史
- 1889年（明治22年）4月1日 - 町村制の施行により、近世以来の答志郡神島村が単独で自治体を形成。
- 1896年（明治29年）4月1日 - 郡の統合により所属郡が志摩郡に変更[3]。
- 1954年（昭和29年）11月1日 - 鳥羽町・加茂村・長岡村・鏡浦村・桃取村・答志村・菅島村と合併して鳥羽市が発足。同日神島村廃止。

## 教育
島内には1876年（明治9年）2月開校の鳥羽市立神島小学校と、1947年（昭和22年）5月5日開校の鳥羽市立神島中学校がある。島内に学習塾やカルチャーセンターのようなものはない。
志摩諸島の離島には高等学校はなく、定期船で通学している生徒が多いが、神島は本土から最も遠く欠航頻度も高いことから本土に下宿している生徒もいる。

## 産業

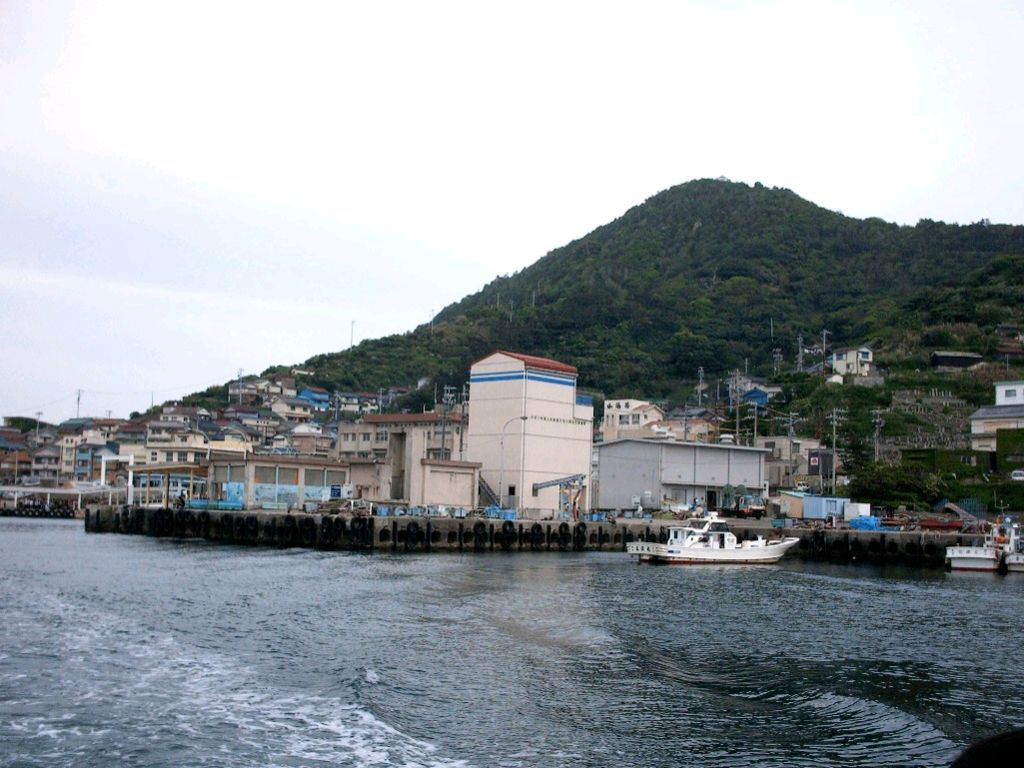
神島港

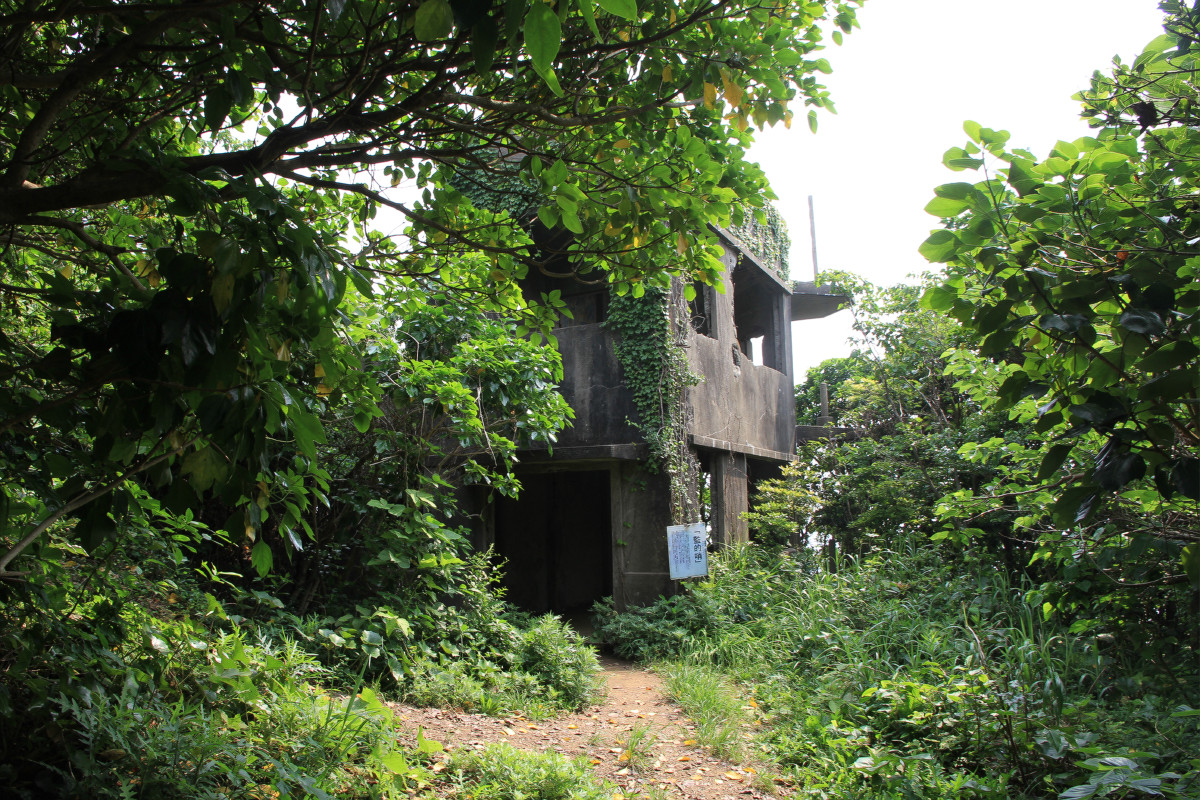
監的哨跡

### 漁業
神島の主な産業は漁業で、コノシロ・カタクチイワシのほかにイセエビ・タコ・アワビ・マダイ・ワカメなどがとれる。蓮ダムからの給水が始まってからは、鮮魚の輸送･水産品の加工に大量の氷と水を使えるようになった。神島は鳥羽磯部漁業協同組合の管内である。

### 観光
三島由紀夫の『潮騒』の舞台となった八代神社・神島灯台・監的哨跡を訪れる観光客や、新鮮な魚介類を求める観光客のほかに、アサギマダラや渡り鳥などの観察、釣りに訪れる人が多い。旅館・民宿はかつて合わせて10軒ほどあったが、現在は4軒にまで減り60人程度の宿泊客に対応している。長らく定期船は鳥羽市側からの市営航路しか存在しなかったが、1990年代に入ってから伊良湖港からの民営航路も開設され、浜松や豊橋方面からの訪問が容易になった。島を一周する遊歩道が整備されている。
2006年（平成18年）神島は愛を誓いプロポーズをするのに相応しい観光スポットとして、長崎県のハウステンボスや岡山県の倉敷チボリ公園などと共に恋人の聖地の30か所の1つに選ばれた。神島灯台そばの広場にプレートが設置されている。

## 文化
神島は様々な祭りが伝承されていることから「民俗学の宝庫」と呼ばれる。
毎年1月1日未明に行われる八代神社のゲーター祭りは、南北朝時代の太陽信仰とも言われ、1977年（昭和52年）に三重県の無形民俗文化財に指定されている。

## 交通

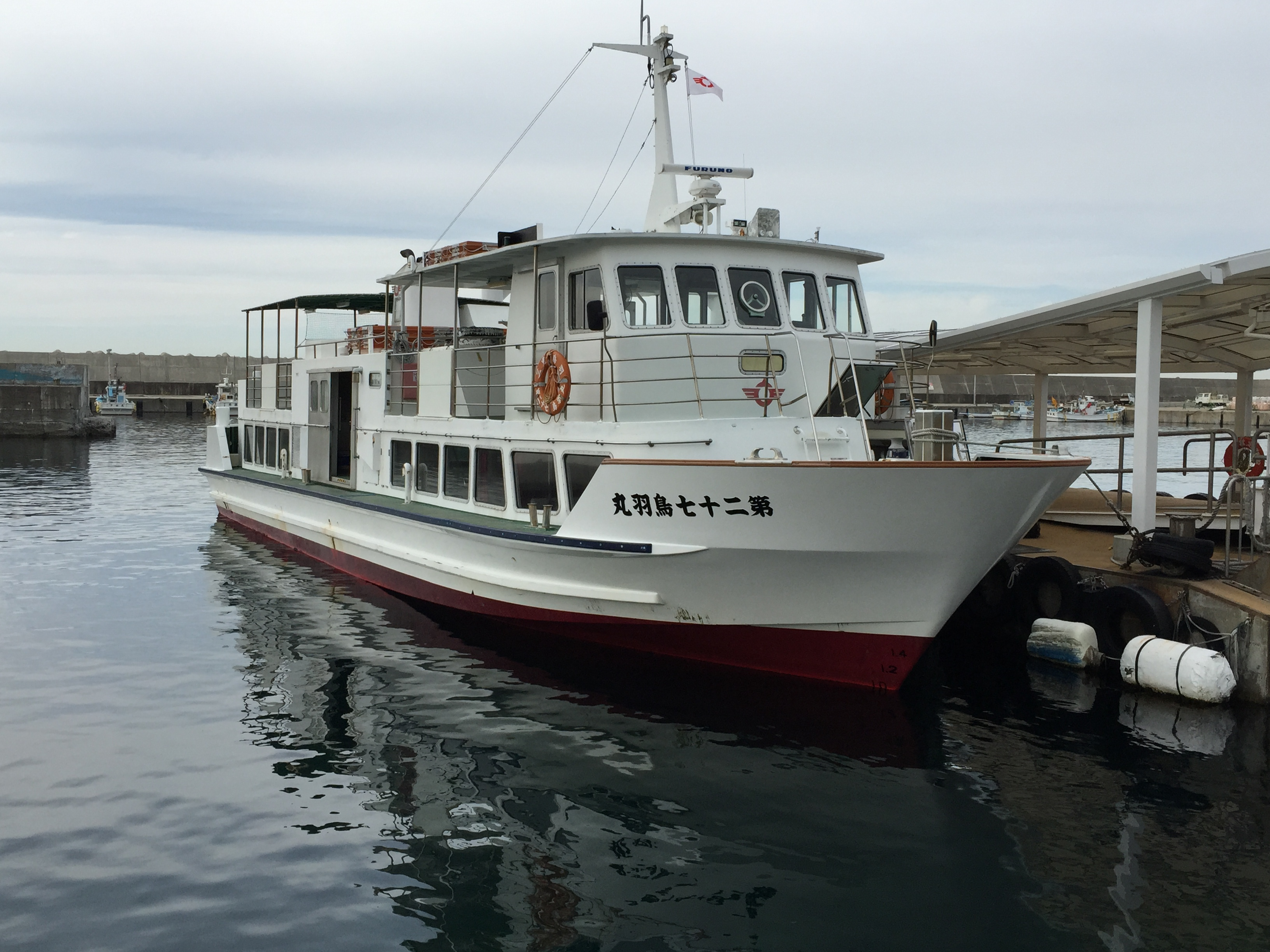
鳥羽市営定期船

- 鳥羽市営定期船：鳥羽港鳥羽港佐田浜（鳥羽マリンターミナル）より（鳥羽水族館近くの中之郷港からも乗船可能）
  - 所要時間 36-46分（佐田浜からの所要時間。所要時間の差は使用船種や途中寄港の差による。）
  - 自家用車を使って訪問する場合で、島内の宿泊施設に宿泊する場合は、佐田浜港前の市営駐車場の駐車料金が無料になる。
- 神島観光船：伊良湖港より
  - 所要時間 15分

## 登場する作品

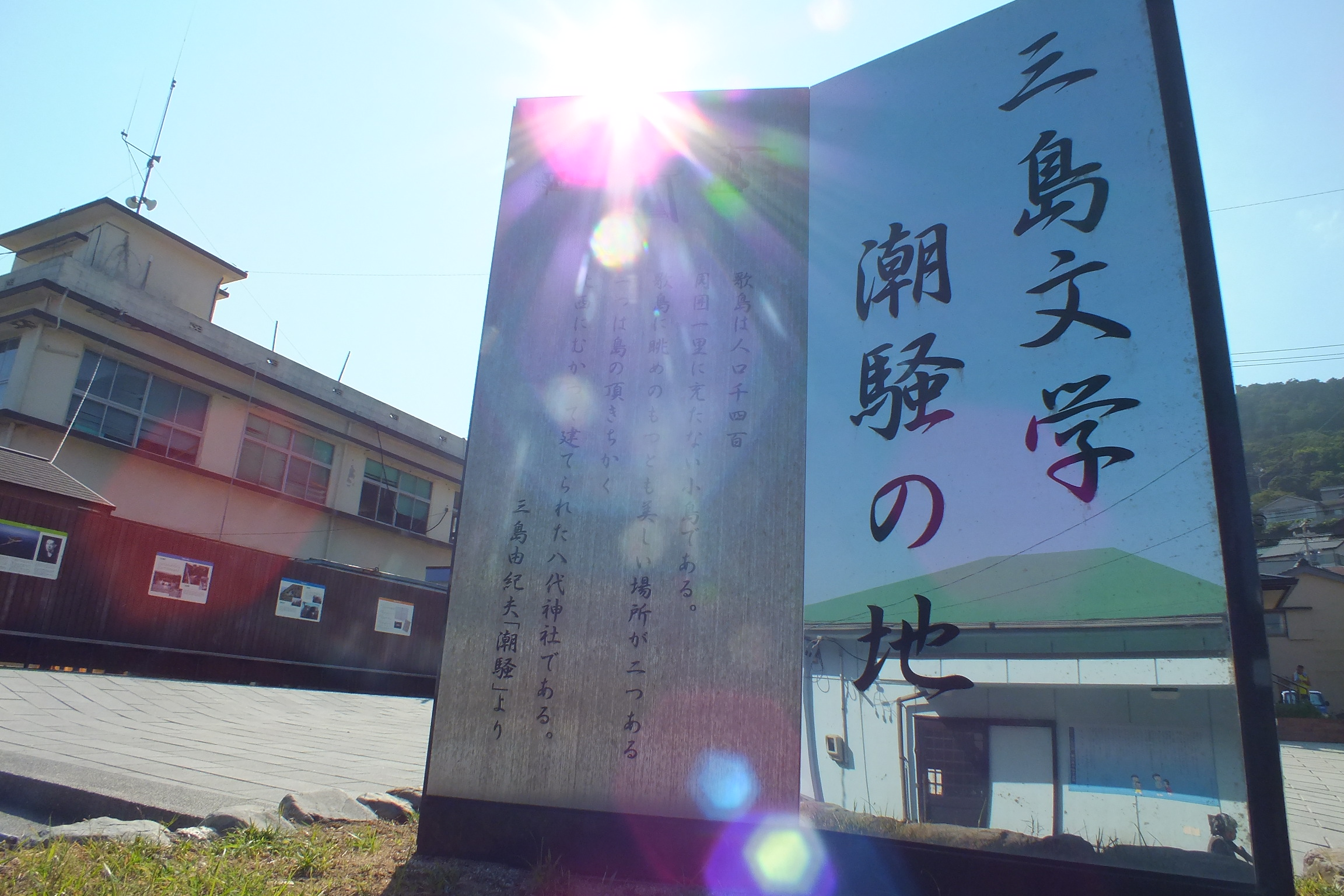
三島文学の碑

- 『潮騒』（三島由紀夫） - 若い男女の恋心を青々しくも清澄な鼓動で描く。
- 『わしらは怪しい探険隊』（椎名誠） - 東ケト会の行動録を、神島におけるキャンプを中心に描いた作品。
- 『昨日は彼女も恋してた』『明日も彼女は恋をする』（入間人間） - タイムトラベルとパラレルワールドを題材にした作品。上下2巻で構成。

## 出身者
- 小久保純一 - 名古屋芸術大学教授[7]、元鳥羽市議会議員[8]